# Municipio de San Mateo Yucutindoo
El municipio de San Mateo Yucutindoo es uno de los 570 municipios en que se encuentra dividido el estado mexicano de Oaxaca. Se encuentra en la región Sierra Sur y su cabecera es la población de San Mateo Yucutindoo. Hasta 2012 se denominaba municipio de Zapotitlán del Río y su cabecera era la población de Zapotitlán del Río.

## Geografía
El municipio de San Mateo Yucutindoo se encuentra ubicado en la zona centro-sur del estado de Oaxaca, forma parte de la región Sierra Sur y del distrito de Sola de Vega, tiene una extensión territorial de 198 441 kilómetros cuadrados que equivalen al 0.21 % de la extensión del estado. Sus coordenadas geográficas extremas son 16°39′ - 16°56′ de latitud norte y 97°12′ - 97°34′ de longitud oeste y su altitud va de 500 y 2900 metros sobre el nivel del mar.
Su territorio se encuentra distribuido de forma longitudinal y es alargado y estrecho. Limita al norte con el municipio de San Francisco Cahuacúa y con el municipio de San Miguel Piedras, al este con el municipio de San Antonio Huitepec y con el municipio de Villa Sola de Vega, al sur y sureste con el municipio de Santiago Textitlán y con el municipio de Santa María Zaniza y al sur con el municipio de Santiago Amoltepec y finalmente al oeste y noroeste, los límites corresponden al municipio de Santa Cruz Itundujia y con el municipio de Santiago Yosondúa.

## Demografía
De acuerdo a los resultados del Censo de Población y Vivienda realizado en 2010 por el Instituto Nacional de Estadística y Geografía; la población total del municipio de San Mateo Yucutindoo es de 3 034 habitantes, de los cuales 1 473 son hombres y 1 561 son mujeres.
La densidad de población asciende a un total de 15.29 personas por kilómetro cuadrado.

### Localidades
El municipio incluye en su territorio un total de 16 localidades. Las principales y su población de acuerdo al censo de 2010 son:
| Localidad            | Población |
| Total Municipio      | 3 034     |
| San Mateo Yucutindoo | 655       |
| Baja California      | 352       |
| Zapotitlán del Río   | 316       |
| Pueblo Viejo         | 290       |
| Benito Juárez        | 287       |

## Política
El Congreso de Oaxaca emitió el Decreto 2045 del 6 de noviembre de 2010 en el que autoriza que la cabecera municipal de Zapotitlán del Río pase de la localidad del mismo nombre a la de San Mateo Yucutindó, modificándose en consecuencia también el nombre del municipio, quedando a partir de ese momento oficialmente denominado como municipio de San Mateo Yucutindó.
El 1 de febrero de 2012 el Decreto número 898 del Congreso de Oaxaca, modificó el nombre de la cabecera municipal y del municipio, pasando de San Mateo Yucutindó a San Mateo Yucutindoo.
El gobierno del municipio de San Mateo Yucutindoo es electo mediante el principio de Sistemas Normativos Internos, (Usos y Costumbres) como la gran mayoría de los municipios de Oaxaca. El gobierno le corresponde al ayuntamiento, conformado por el presidente municipal, un síndico y el cabildo integrado por siete regidores y sus respectivos suplentes. Todos son electos mediante voto universal, directo y secreto para un periodo de tres años que y no  pueden ser renovables para un periodo adicional inmediato.

### Representación legislativa
Para la elección de diputados locales al Congreso de Oaxaca y de diputados federales a la Cámara de Diputados federal, el municipio de San Mateo Yucutindoo se encuentra integrado en los siguientes distritos electorales:
Local:
- Distrito electoral local de 21 de Oaxaca con cabecera en Heroica Ciudad de Ejutla de Crespo.[6]

Federal:
- Distrito electoral federal 6 de Oaxaca con cabecera en Heroica Ciudad de Tlaxiaco.[7]